# Habib Diallo
Habibou Mouhamadou Diallo, detto Habib (Thiès, 18 giugno 1995), è un calciatore senegalese, attaccante del Damac, in prestito dall'Al-Shabab, e della nazionale senegalese, con cui si è laureato campione d'Africa nel 2022.

## Caratteristiche tecniche
Diallo è un centravanti forte fisicamente e freddo sottoporta. L'ex bomber del Metz Bernard Zénier lo ha definito «un attaccante d'area di rigore, un giocatore che ha bisogno di essere servito davanti alla porta». Destrorso, è ugualmente in grado di usare il piede sinistro e si dimostra abile anche nei colpi di testa. Inoltre, Diallo è un ottimo rigorista.

## Carriera

### Club

#### Metz
Nel 2013 approda al Metz, che lo preleva dal club satellite in Senegal della Génération Foot.
Il 10 luglio 2015 firma il primo contratto da professionista. Esordisce in Ligue 2 il 1º agosto nello 0-0 contro il Lens, disputando gli ultimi 20 minuti. Il 22 febbraio 2016 realizza il suo primo gol nella trasferta di Nîmes, senza riuscire però a evitare la sconfitta dei granata per 2-1. Il 26 febbraio contro il Brest mette a segno la prima doppietta della sua carriera. Chiude la stagione con un bottino di 9 gol segnati, contribuendo alla promozione del Metz.
Il 13 agosto 2016 debutta in Ligue 1 nel 3-2 contro il Lilla, procurandosi il rigore trasformato da Yann Jouffre. Il 23 ottobre arriva il primo gol nella massima serie, realizzato nell'incontro perso 4-2 contro il Nizza.

#### Brest
Il 31 gennaio 2017 è ceduto in prestito al Brest fino al termine della stagione. Va a segno subito all'esordio, il 4 febbraio, nella vittoria 2-0 contro il Sochaux e si ripete la partita successiva, 1-1 sul campo del Clermont Foot. Nelle 16 partite di Ligue 2 disputate con il Brest va a segno 7 volte.
Il 25 agosto Metz e Brest si accordano per un'ulteriore stagione di prestito. Nel secondo campionato con i bretoni conferma il rendimento della stagione precedente, andando a segno 9 volte in 33 partite.

#### Ritorno al Metz
Nella stagione 2018-2019 rientra nell'organico del Metz, retrocesso in Ligue 2. Il 3 agosto 2018 segna una quaterna nel 5-1 rifilato all'Orléans. Nel corso della stagione, Diallo contribuisce in maniera determinante alla promozione del Metz in Ligue 1, segnando 26 gol (uno in meno del vincitore della classifica marcatori, Gaëtan Charbonnier).
Nonostante un'offerta da parte del Fenerbahçe, nell'estate 2019 Diallo prolunga il suo contratto col Metz fino al giugno 2022. La stagione 2019-2020 comincia per lui con un gol alla prima giornata di Ligue 1 nel derby contro lo Strasburgo, rete che vale il pareggio finale per 1-1. Una settimana più tardi segna la sua prima doppietta nella massima divisione nel match vinto 3-0 contro il Monaco.

#### Strasburgo e approdo in Arabia
Il 5 ottobre 2020 passa allo Strasburgo, firmando un contratto quinquennale valido fino al 30 giugno 2025.
Dopo 103 presenze e 40 reti in 3 stagioni in Alsazia, il 14 agosto 2023, passa ufficialmente all'Al-Shabab per 20 milioni di €.

### Nazionale
Nel 2015 viene convocato dal c.t. del Senegal Under-23 Joseph Koto per partecipare alla Coppa d'Africa di categoria in programma proprio in Senegal. Nella manifestazione, chiusa dai padroni di casa al quarto posto, va a segno due volte contro Tunisia e Zambia nella fase a gironi.
Nel novembre 2018 Diallo riceve la prima convocazione in nazionale maggiore, debuttando nell'amichevole contro la Guinea Equatoriale. Il 13 novembre 2019 realizza la sua prima rete in nazionale nel match di qualificazione alla Coppa d'Africa 2021 contro il Congo.

## Statistiche

### Presenze e reti nei club
Statistiche aggiornate al 3 febbraio 2025.
| Stagione          | Squadra           | Campionato        | Campionato | Campionato | Coppe nazionali | Coppe nazionali | Coppe nazionali | Coppe continentali | Coppe continentali | Coppe continentali | Altre coppe | Altre coppe | Altre coppe | Totale | Totale |
| Stagione          | Squadra           | Comp              | Pres       | Reti       | Comp            | Pres            | Reti            | Comp               | Pres               | Reti               | Comp        | Pres        | Reti        | Pres   | Reti   |
| ----------------- | ----------------- | ----------------- | ---------- | ---------- | --------------- | --------------- | --------------- | ------------------ | ------------------ | ------------------ | ----------- | ----------- | ----------- | ------ | ------ |
| 2015-2016         | Metz              | L2                | 17         | 9          | CF+CdL          | 0+1             | 0               | -                  | -                  | -                  | -           | -           | -           | 18     | 9      |
| 2016-gen. 2017    | Metz              | L1                | 19         | 1          | CF+CdL          | 1+3             | 0               | -                  | -                  | -                  | -           | -           | -           | 23     | 1      |
| gen.-giu. 2017    | Brest             | L2                | 16         | 7          | CF+CdL          | 0+0             | 0               | -                  | -                  | -                  | -           | -           | -           | 16     | 7      |
| ago. 2017         | Metz              | L1                | 1          | 0          | CF+CdL          | 0+0             | 0               | -                  | -                  | -                  | -           | -           | -           | 1      | 0      |
| 2017-2018         | Brest             | L2                | 33+1       | 9+0        | CF+CdL          | 2+0             | 2+0             | -                  | -                  | -                  | -           | -           | -           | 36     | 11     |
| Totale Brest      | Totale Brest      | Totale Brest      | 49+1       | 16         |                 | 2               | 2               |                    | -                  | -                  |             | -           | -           | 52     | 18     |
| 2018-2019         | Metz              | L2                | 37         | 26         | CF+CdL          | 3+3             | 0               | -                  | -                  | -                  | -           | -           | -           | 43     | 26     |
| 2019-2020         | Metz              | L1                | 26         | 12         | CF+CdL          | 1+0             | 0               | -                  | -                  | -                  | -           | -           | -           | 27     | 12     |
| ago.- ott.2020    | Metz              | L1                | 4          | 0          | CF              | -               | -               | -                  | -                  | -                  | -           | -           | -           | 4      | 0      |
| Totale Metz       | Totale Metz       | Totale Metz       | 104        | 48         |                 | 12              | 0               |                    | -                  | -                  |             | -           | -           | 116    | 48     |
| ott.2020-2021     | Strasburgo        | L1                | 32         | 9          | CF              | 0               | 0               | -                  | -                  | -                  | -           | -           | -           | 32     | 9      |
| 2021-2022         | Strasburgo        | L1                | 31         | 11         | CF              | 2               | 1               | -                  | -                  | -                  | -           | -           | -           | 33     | 12     |
| 2022-2023         | Strasburgo        | L1                | 37         | 20         | CF              | 1               | 0               | -                  | -                  | -                  | -           | -           | -           | 38     | 20     |
| Totale Strasburgo | Totale Strasburgo | Totale Strasburgo | 100        | 40         |                 | 3               | 1               |                    | -                  | -                  |             | -           | -           | 103    | 41     |
| 2023-2024         | Al-Shabab         | SPL               | 30         | 6          | KCC             | 3               | 0               | -                  | -                  | -                  | -           | -           | -           | 33     | 6      |
| 2024-2025         | Damac             | SPL               | 17         | 4          | KC              | 1               | 0               | -                  | -                  | -                  | -           | -           | -           | 18     | 4      |
| Totale carriera   | Totale carriera   | Totale carriera   | 301        | 114        |                 | 21              | 3               |                    | -                  | -                  |             | -           | -           | 322    | 117    |

### Cronologia presenze e reti in nazionale
| Cronologia completa delle presenze e delle reti in nazionale ― Senegal | Cronologia completa delle presenze e delle reti in nazionale ― Senegal | Cronologia completa delle presenze e delle reti in nazionale ― Senegal | Cronologia completa delle presenze e delle reti in nazionale ― Senegal | Cronologia completa delle presenze e delle reti in nazionale ― Senegal | Cronologia completa delle presenze e delle reti in nazionale ― Senegal | Cronologia completa delle presenze e delle reti in nazionale ― Senegal | Cronologia completa delle presenze e delle reti in nazionale ― Senegal |
| Data                                                                   | Città                                                                  | In casa                                                                | Risultato                                                              | Ospiti                                                                 | Competizione                                                           | Reti                                                                   | Note                                                                   |
| ---------------------------------------------------------------------- | ---------------------------------------------------------------------- | ---------------------------------------------------------------------- | ---------------------------------------------------------------------- | ---------------------------------------------------------------------- | ---------------------------------------------------------------------- | ---------------------------------------------------------------------- | ---------------------------------------------------------------------- |
| 17-11-2018                                                             | Bata                                                                   | Guinea Equatoriale                                                     | 0 – 1                                                                  | Senegal                                                                | Qual. Coppa d'Africa 2019                                              | -                                                                      | 55’                                                                    |
| 10-10-2019                                                             | Singapore                                                              | Brasile                                                                | 1 – 1                                                                  | Senegal                                                                | Amichevole                                                             | -                                                                      | 78’                                                                    |
| 13-11-2019                                                             | Thiès                                                                  | Senegal                                                                | 2 – 0                                                                  | Rep. del Congo                                                         | Qual. Coppa d'Africa 2021                                              | 1                                                                      | 83’                                                                    |
| 17-11-2019                                                             | Manzini                                                                | eSwatini                                                               | 1 – 4                                                                  | Senegal                                                                | Qual. Coppa d'Africa 2021                                              | -                                                                      | 83’                                                                    |
| 11-11-2020                                                             | Thiès                                                                  | Senegal                                                                | 2 – 0                                                                  | Guinea-Bissau                                                          | Qual. Coppa d'Africa 2021                                              | -                                                                      | 66’                                                                    |
| 15-11-2020                                                             | Bissau                                                                 | Guinea-Bissau                                                          | 0 – 1                                                                  | Senegal                                                                | Qual. Coppa d'Africa 2021                                              | -                                                                      | 79’                                                                    |
| 1-9-2021                                                               | Thiès                                                                  | Senegal                                                                | 2 – 0                                                                  | Togo                                                                   | Qual. Mondiali 2022                                                    | -                                                                      | 73’                                                                    |
| 9-10-2021                                                              | Thiès                                                                  | Senegal                                                                | 4 – 1                                                                  | Namibia                                                                | Qual. Mondiali 2022                                                    | -                                                                      | 72’                                                                    |
| 11-11-2021                                                             | Lomé                                                                   | Togo                                                                   | 1 – 1                                                                  | Senegal                                                                | Qual. Mondiali 2022                                                    | 1                                                                      | 76’                                                                    |
| 14-11-2021                                                             | Thiès                                                                  | Senegal                                                                | 2 – 0                                                                  | Rep. del Congo                                                         | Qual. Mondiali 2022                                                    | -                                                                      | 77’                                                                    |
| 10-1-2022                                                              | Bafoussam                                                              | Senegal                                                                | 1 – 0                                                                  | Zimbabwe                                                               | Coppa d'Africa 2021 - 1º turno                                         | -                                                                      | 64’                                                                    |
| 14-1-2022                                                              | Bafoussam                                                              | Senegal                                                                | 0 – 0                                                                  | Guinea                                                                 | Coppa d'Africa 2021 - 1º turno                                         | -                                                                      | 74’                                                                    |
| 18-1-2022                                                              | Bafoussam                                                              | Malawi                                                                 | 0 – 0                                                                  | Senegal                                                                | Coppa d'Africa 2021 - 1º turno                                         | -                                                                      | 60’                                                                    |
| 7-6-2022                                                               | Kigali                                                                 | Ruanda                                                                 | 0 – 1                                                                  | Senegal                                                                | Qual. Coppa d'Africa 2023                                              | -                                                                      | 71’                                                                    |
| 24-3-2023                                                              | Diamniadio                                                             | Senegal                                                                | 5 – 1                                                                  | Mozambico                                                              | Qual. Coppa d'Africa 2023                                              | 1                                                                      | 64’                                                                    |
| 28-3-2023                                                              | Maputo                                                                 | Mozambico                                                              | 0 – 1                                                                  | Senegal                                                                | Qual. Coppa d'Africa 2023                                              | -                                                                      | 64’                                                                    |
| 17-6-2023                                                              | Cotonou                                                                | Benin                                                                  | 1 – 1                                                                  | Senegal                                                                | Qual. Coppa d'Africa 2023                                              | -                                                                      | 87’                                                                    |
| 20-6-2023                                                              | Lisbona                                                                | Brasile                                                                | 2 – 4                                                                  | Senegal                                                                | Amichevole                                                             | 1                                                                      | 88’                                                                    |
| 12-9-2023                                                              | Dakar                                                                  | Senegal                                                                | 0 – 1                                                                  | Algeria                                                                | Amichevole                                                             | -                                                                      | 70’                                                                    |
| 16-10-2023                                                             | Lens                                                                   | Senegal                                                                | 1 – 0                                                                  | Camerun                                                                | Amichevole                                                             | -                                                                      | 55’ 69’                                                                |
| 18-11-2023                                                             | Diamniadio                                                             | Senegal                                                                | 4 – 0                                                                  | Sudan del Sud                                                          | Qual. Mondiali 2026                                                    | -                                                                      |                                                                        |
| 8-1-2024                                                               | Diamniadio                                                             | Senegal                                                                | 1 – 0                                                                  | Niger                                                                  | Amichevole                                                             | -                                                                      | 46’                                                                    |
| 15-1-2024                                                              | Yamoussoukro                                                           | Senegal                                                                | 3 – 0                                                                  | Gambia                                                                 | Coppa d'Africa 2023 - 1º turno                                         | -                                                                      | 58’                                                                    |
| 19-1-2024                                                              | Yamoussoukro                                                           | Senegal                                                                | 3 – 1                                                                  | Camerun                                                                | Coppa d'Africa 2023 - 1º turno                                         | 1                                                                      | 81’                                                                    |
| 23-1-2024                                                              | Yamoussoukro                                                           | Guinea                                                                 | 0 – 2                                                                  | Senegal                                                                | Coppa d'Africa 2023 - 1º turno                                         | -                                                                      | 88’                                                                    |
| 29-1-2024                                                              | Yamoussoukro                                                           | Senegal                                                                | 1 – 1 dts (4 – 5 dtr)                                                  | Costa d'Avorio                                                         | Coppa d'Africa 2023 - Ottavi di finale                                 | 1                                                                      | 67’                                                                    |
| 22-3-2024                                                              | Amiens                                                                 | Senegal                                                                | 3 – 0                                                                  | Gabon                                                                  | Amichevole                                                             | -                                                                      | 65’                                                                    |
| 26-3-2024                                                              | Amiens                                                                 | Senegal                                                                | 1 – 0                                                                  | Benin                                                                  | Amichevole                                                             | -                                                                      | 64’                                                                    |
| 6-6-2024                                                               | Diamniadio                                                             | Senegal                                                                | 1 – 1                                                                  | RD del Congo                                                           | Qual. Mondiali 2026                                                    | -                                                                      | 78’                                                                    |
| 9-6-2024                                                               | Nouakchott                                                             | Mauritania                                                             | 0 – 1                                                                  | Senegal                                                                | Qual. Mondiali 2026                                                    | 1                                                                      | 76’                                                                    |
| 6-9-2024                                                               | Diamniadio                                                             | Senegal                                                                | 1 – 1                                                                  | Burkina Faso                                                           | Qual. Coppa d'Africa 2025                                              | -                                                                      | 82’                                                                    |
| 9-9-2024                                                               | Lilongwe                                                               | Burundi                                                                | 0 – 1                                                                  | Senegal                                                                | Qual. Coppa d'Africa 2025                                              | -                                                                      | 61’ 69’                                                                |
| 11-10-2024                                                             | Dakar                                                                  | Senegal                                                                | 4 – 0                                                                  | Malawi                                                                 | Qual. Coppa d'Africa 2025                                              | -                                                                      | 81’                                                                    |
| 15-10-2024                                                             | Lilongwe                                                               | Malawi                                                                 | 0 – 1                                                                  | Senegal                                                                | Qual. Coppa d'Africa 2025                                              | -                                                                      | 70’                                                                    |
| 19-11-2024                                                             | Dakar                                                                  | Senegal                                                                | 2 – 0                                                                  | Burundi                                                                | Qual. Coppa d'Africa 2025                                              | -                                                                      | 77’                                                                    |
| 25-3-2025                                                              | Dakar                                                                  | Senegal                                                                | 2 – 0                                                                  | Togo                                                                   | Qual. Mondiali 2026                                                    | -                                                                      | 74’                                                                    |
| Totale                                                                 |                                                                        | Presenze                                                               | 36                                                                     |                                                                        | Reti                                                                   | 7                                                                      |                                                                        |

## Palmarès

### Club
- Ligue 2: 1

Metz: 2018-2019

### Nazionale
- Coppa d'Africa: 1

Camerun 2021